# Tyrrell 008
La Tyrrell 008 fu una vettura di Formula 1 che corse nella stagione 1978. Spinta da un tradizionale motore Ford Cosworth DFV, adottava un cambio Hewland FGA 400, e fu concepita in monoscocca d'alluminio da Maurice Philippe.
Fece il suo esordio con Didier Pironi e Patrick Depailler nel Gran Premio d'Argentina 1978. Durante la stagione Depailler vinse il Gran Premio di Monaco, ottenne 2 secondi posti in Sudafrica ed Austria e giunse terzo in Argentina e a Long Beach.